# Дацкий, Владислав Евгеньевич
Владисла́в Евге́ньевич Да́цкий (укр. Владислав Євгенович Дацький, позывной — Дацик; 7 марта 1998) — украинский военнослужащий, младший лейтенант, участник российско-украинской войны. Герой Украины (2025).

## Биография
Родился 7 марта 1998 года. С 18 лет проходил контрактную службу в морской пехоте, отслужив три года. Участвовал в ООС. После демобилизации работал на строительстве в Польше, а во время пандемии COVID-19 начал изготавливать мягкую мебель и кровати.
С началом полномасштабного вторжения России в Украину принимал участие в обороне Киева и сражениях на юге страны. Командовал взводом «Десептиконов» 3-й отдельной штурмовой бригады, а также временно исполнял обязанности командира 2-й роты 2-го штурмового батальона этой бригады.

## Награды
- Звание «Герой Украины» с удостоением ордена «Золотая Звезда» (5 мая 2025) — за личное мужество и героизм, проявленные в защите государственного суверенитета и территориальной целостности Украины, верность военной присяге[1].
- Медаль «За военную службу Украине» (14 марта 2023) — за личное мужество и отвагу, проявленные в защите государственных интересов, укрепление обороноспособности и безопасности Украины[2].
- Орден «За мужество» II степени (3 мая 2024) — за личное мужество и самоотверженные действия, проявленные в защите государственного суверенитета и территориальной целостности Украины[3].
- Орден «За мужество» III степени (14 августа 2023) — за личное мужество и самоотверженные действия, проявленные в защите государственного суверенитета и территориальной целостности Украины, верность военной присяге[4].